# Marc Benoy
Marc Benoy is een Belgisch voormalig korfballer.

## Levensloop
Benoy was actief bij Voorwaarts. Tevens maakte hij deel uit van het Belgisch nationaal team, waarmee hij onder meer goud won op het wereldkampioenschap van 1991 Het was de eerste (en vooralsnog enige) keer dat de nationale ploeg Nederland kon verslaan in een finale op een WK.
Hij is woonachtig te Kontich en gehuwd met Viviane Verbeeck  die eveneens actief was in het korfbal. Samen hebben ze drie kinderen. Hun zoon Gillian is actief in het rugby en was in 2021 een van de deelnemers van het VIER-programma De Container Cup.